# Overklokken
Overklokken (Engels: overclocking) is het verhogen van de kloksnelheid, oftewel het sneller laten werken van computeronderdelen dan binnen de specificatie (en garantie) van de fabrikant.
Digitale componenten werken vaak op een bepaald ritme, dat door een elektrisch signaal wordt aangegeven. Dit signaal gaat met een bepaalde frequentie van nul naar een bepaalde spanning en weer terug, en wordt het kloksignaal genoemd. De frequentie kan laag zijn, bijvoorbeeld eens per seconde, maar ook extreem hoog, zoals 3 gigahertz (3 miljard keer per seconde).

## Fabrieksspecificatie
Wanneer een product (zoals een videokaart of processor) de fabriek uit komt, heeft de fabrikant voor het product een bepaalde kloksnelheid ingesteld. Dat kan gebeurd zijn omdat het product niet hoger geklokt kon worden (bij kamertemperatuur), of omdat de fabrikant op deze manier ook de minder rijke consumenten tot zijn doelgroep kan rekenen, zonder het zinloos te maken om een duurder product te kopen.
Zo zitten veel processoren nog niet op hun absolute maximum, maar worden deze iets lager geklokt om tegen een lagere prijs te verkopen. De dure versie wordt dan door de fabrikant gewoon hoger geklokt, terwijl er voor de rest geen verschillen zijn tussen de goedkope en de dure.

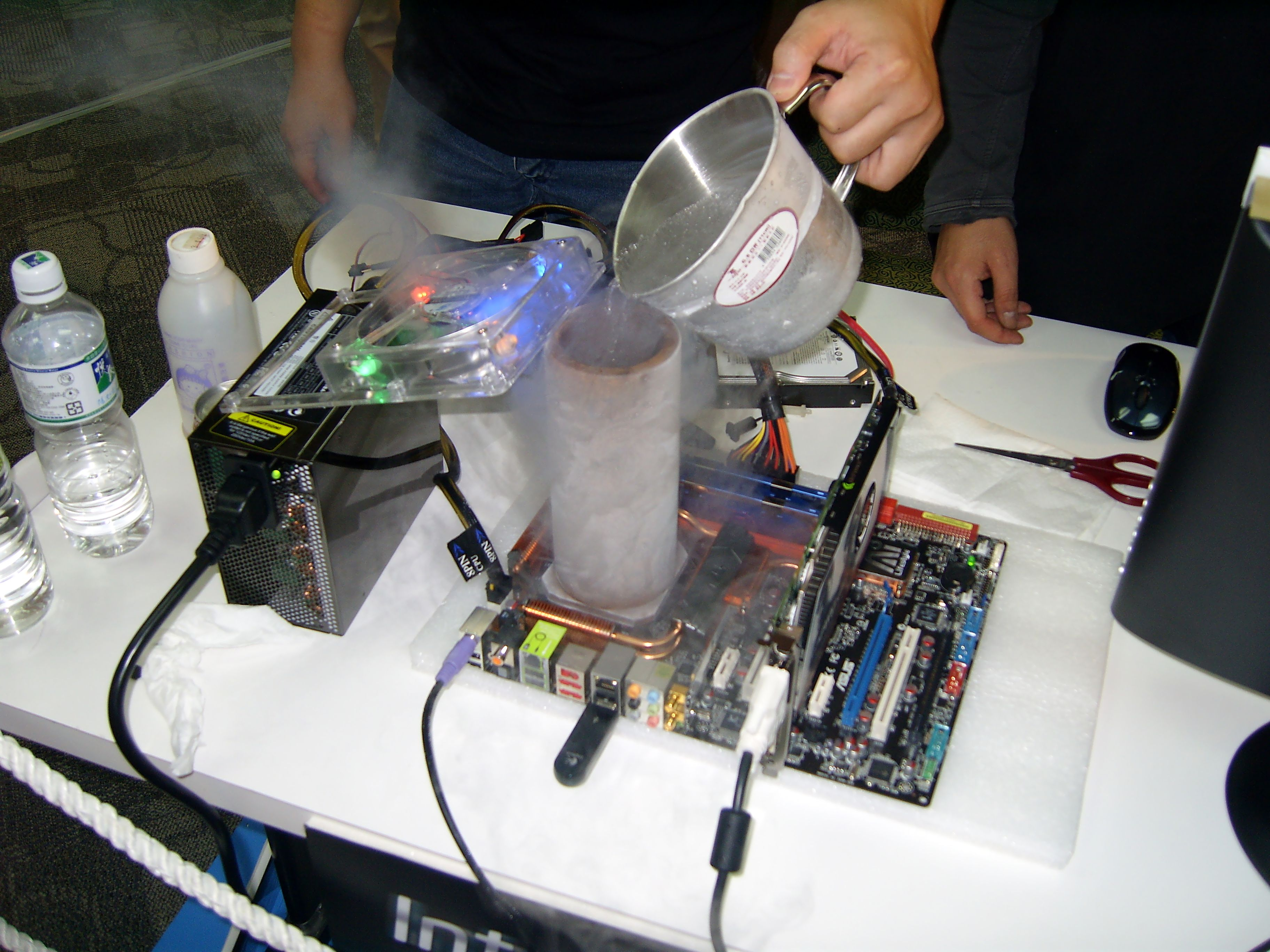
Hier wordt met vloeibare stikstof een component, in dit geval een processor, extreem gekoeld om een zeer hoge kloksnelheid te bereiken

## Koeling
Bij het overklokken van componenten wordt meer warmte gegenereerd dan normaal. Daarom werken extreme overklokkers vaak met extra koeling op die componenten. Zo kunnen extra ventilatoren geplaatst worden, of er wordt een vloeistofkoeling om de component heen gebouwd. In extreme gevallen (wanneer overklokkers bijvoorbeeld een overklok-record willen vestigen) wordt ook stikstofkoeling toegepast.

## Risico's
Wanneer componenten uit de fabriek komen, vertonen ze over het algemeen geen gebreken en blijft de warmteproductie binnen de perken. Wanneer er overgeklokt wordt, kan het gebeuren dat een component slecht functioneert of defect raakt door bijvoorbeeld oververhitting. Overklokken is oneigenlijk gebruik van de hardware; de garantie vervalt erdoor. Dat is voor veel mensen een reden om er niet aan te beginnen. Sommige producenten zoals bv. AMD, NVIDIA en ABIT moedigen juist aan om te overklokken aan de hand van software-tools die te downloaden of meegeleverd zijn met het moederbord.